# 班傑明·羅賓斯

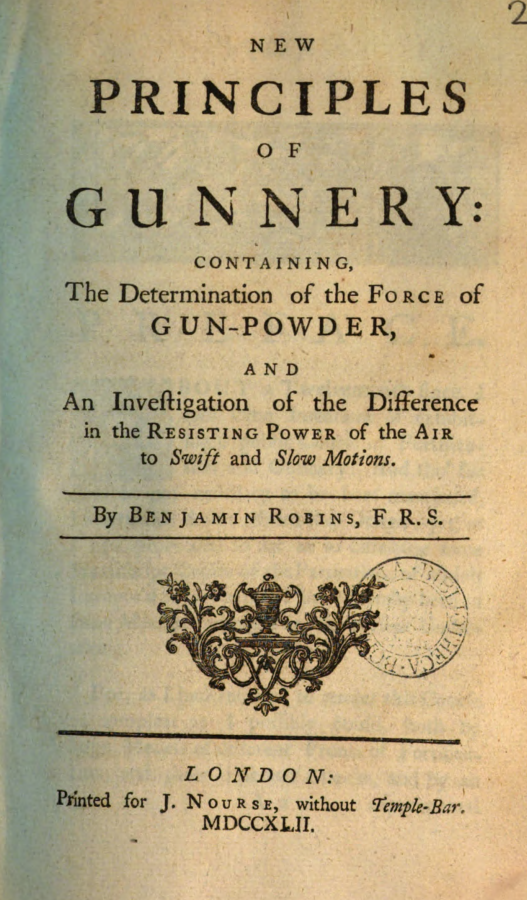
重砲射擊新原則

班傑明·羅賓斯（英語：Benjamin Robins，1707年—1751年7月29日）是創新的英國科學家、古典力學家、軍事工程師。
他發表了一篇極有影響力的重砲射擊論文，是首位向軍方導入牛頓力學的科學家，也是早期的膛線槍管愛好者，他的成就對於十八世紀後半期的重砲射擊發展有重要影響，並直接刺激軍事學院在教學中加入微積分課程。

## 早期生活
班傑明·羅賓斯出生於英格蘭西南部森麻實郡巴斯。 他的父母是貧窮的貴格會信徒，因此他沒受到多少正規教育。 在賞識班傑明·羅賓斯天賦的亨利·柏頓博士（1694年-1771年）建議下來到倫敦， 有一段時間他靠教數學過活，但不久後就投入到工程以及防禦工事上。

## 重砲射擊的科學
班傑明·羅賓斯執行了廣泛的重砲射擊實驗後，他在著名的重砲射擊新原則（1742年）論文中特別收錄了重砲射擊實驗結果， 其中也描述他的彈道擺槌實驗（參考槍械計時器）。
班傑明·羅賓斯也做了許多重要的砲彈空氣阻力實驗， 計算火藥力量與砲彈速度，他從理論出發以決定實驗中的火砲與砲彈範圍，並提出管理火砲的行為準則，他也觀察火箭的飛行並提倡膛線槍管的優點。尤拉將班傑明·羅賓斯的重砲射擊新原則論文翻譯為德文，並在翻譯時加入他關鍵的評論。班傑明·羅賓斯論文的重要貢獻在於提升普魯士大砲射擊技術的精準度，幫助腓特烈大帝提升普魯士火砲部隊成為歐洲列強時的利器。

## 數學
班傑明·羅賓斯的純數學寫作較少受到注意，作品包括：Discourse concerning the Nature and Certainty of Sir Isaac Newton's Methods of Fluxions and of Prime and Ultimate Ratios (1735)，以及A Demonstration of the Eleventh Proposition of Sir Isaac Newton's Treatise of Quadratures (Phil. Trans., 1727)等相關著作。

## 政治
班傑明·羅賓斯除了科學工作，也積極參與政治。
在1749年，他被任命為不列顛東印度公司總工程師，主管重建防禦工程，而後他的健康迅速惡化，病逝於印度聖大衛要塞。 他的作品分為兩卷出版於1761年。